# Bentiromid
A bentiromid (INN: bentiromide) fehér színű szilárd anyag. Vízben, éterben, híg savban oldhatatlan, alkoholban kevéssé, híg lúgokban jól oldódik. A hasnyálmirigy működésének, ill. a hasnyálmirigykezelés hatékonyságának ellenőrzésére szolgáló szer.
Mellékhatások: fejfájás, emésztőrendszeri panaszok. Túladagolás esetén: légszomj, légzési nehézségek.

L-tirozin

p-amino-benzoesav

## Működésmód
A bentiromid az N-benzoil-L-tirozin és a p-amino-benzoesav(en) dipeptidje. A fehérjékhez hasonló módon a patkóbélben a hasnyálmirigy által kiválasztott kimotripszin(en) enzim bontja el. A p-amino-benzoesav a vizeletben választódik ki. Ennek mennyisége a hasnyálmirigyműködés (a kiválasztott kimotripszin-mennyiség) mérőszáma.

## Alkalmazás
500 mg bentiromid 7,5 ml 40%-os propilén-glikol oldatban, egyszeri adagban, szájon át. A szert éhgyomorra kell bevenni (a cukorbetegek inzulinadagját szükség esetén módosítani kell), utána egy pohár vizet kell inni.
A p-amino-benzoesav mennyiségét 6 órán keresztül gyűjtött vizeletből határozzák meg. Az 500 mg bentiromid 170 mg p-amino-benzoesavat tartalmaz. Normál körülmények között ennek 50%-a választódik ki a vizeletben, amiből a Smith módosította Bratton-Marshall-módszerrel mutatják ki. Ez a módszer a konjugált és nem konjugált arilamidokat egyaránt kimutatja.

## Készítmények
Nemzetközi gyógyszerforgalomban:
- BTpaba
- Chymex
- PFT

Magyarországon nincs forgalomban bentiromid-tartalmú készítmény.